# PNB Banka

Logo

Die PNB Banka wurde am 29. April 1992 unter den Namen Norvik Banka gegründet. Sie ist eine der ältesten Geschäftsbanken in Lettland. Die Mehrheit der Firma gehört dem russischen Geschäftsmann Grigory Guselnikov. Die Norvik Banka gehörte zur Norvik Group, zu der auch die Vyatka Bank in Russland gehört. Am 9. November 2018 wurde der  Name in PNB Banka geändert. Am 15. August 2019 untersagte die Europäische Zentralbank der PNB Banka jeglichen Geschäftsbetrieb.

## Geschichte
Die Bank ist – gemessen am Vermögen – die achtgrößte Bank in Lettland. Sie bietet ihren Kunden (Privatkunden und Unternehmen) ein breites Feld von Serviceleistungen an.
Im Oktober 2014 investierten die Aktionäre 69,6 Millionen Euro in das Eigenkapital der Norvik Bank. Am 16. Oktober 2014 wurde bekannt gegeben, dass die Norvik Bank 97,75 % der russischen Vyatka Bank gekauft hatte. Der Deal wurde sowohl von der Finanz- und Kapitalmarktkommission Lettlands als auch von der russischen Zentralbank genehmigt. Die Vyatka Bank ist eine universelle regionale Geschäftsbank mit Vertretungen in vier russischen Regionen.

## Aktionäre
Im Jahr 2014 wurde Grigory Guselnikov zum Mehrheitsaktionär der Norvik Banka. Guselnikov ist der führende Partner des in London ansässigen Investmentfonds G2 Capital Partners.
Der Vorstandsvorsitzende der PNB Banka war Oliver Bramwell. Er trat Ende Juni 2019 zurück.

## Performance
Ende 2014 zählte die Norvik Banka gut 86.000 Kunden. Das Eigenkapital erreichte damals 996,4 Millionen Euro (Angaben des Verbandes der Geschäftsbanken Lettlands). Mit dieser Performance belegte die Bank Rang 5 in der Branche.